# کریس آنکر سورنسن
کریس آنکر سورنسن (اسپانیایی: Chris Anker Sørensen‎؛ زادهٔ ۵ سپتامبر ۱۹۸۴) دوچرخه‌سوار اهل دانمارک است.
از باشگاه‌هایی که در آن رکاب زده‌است می‌توان به تیم دوچرخه‌سواری فورتونئو–اسکارو، تیم تینکوف، و تیم تینکوف، اشاره کرد.